# Allegra (nome)
Allegra  è un nome proprio di persona italiano femminile.

## Varianti
- Alterati: Allegrina[1]
- Maschili: Allegro[1][2]
  - Alterati: Allegrino[1]

### Varianti in altre lingue
- Catalano
  - Maschili: Alegre[4]
- Inglese: Allegra[3][5]
- Spagnolo
  - Maschili: Alegre[4]

## Origine e diffusione
Di significato molto trasparente, è un nome augurale e gratulatorio risalente già al tardo Medioevo, e vuol dire semplicemente "allegra", "vivace" (dal latino alacer, la stessa radice di "alacre"); è quindi analogo per semantica ai nomi Ilaria, Gaudenzia, Aliza e Blythe.
Negli anni 1970 si contavano circa trecento occorrenze del nome, più quattrocento del diminutivo Allegrina e altre trecento delle forme maschili, sparse al Nord e al Centro Italia, con più frequenza in Toscana ed Emilia-Romagna. È usato raramente anche in inglese, e venne portato da una figlia del poeta romantico inglese George Gordon Byron, morta bambina.

## Onomastico
Il nome è adespota, non essendovi sante che lo portano. È possibile festeggiare l'onomastico il 1º novembre, festa di Ognissanti.

## Persone

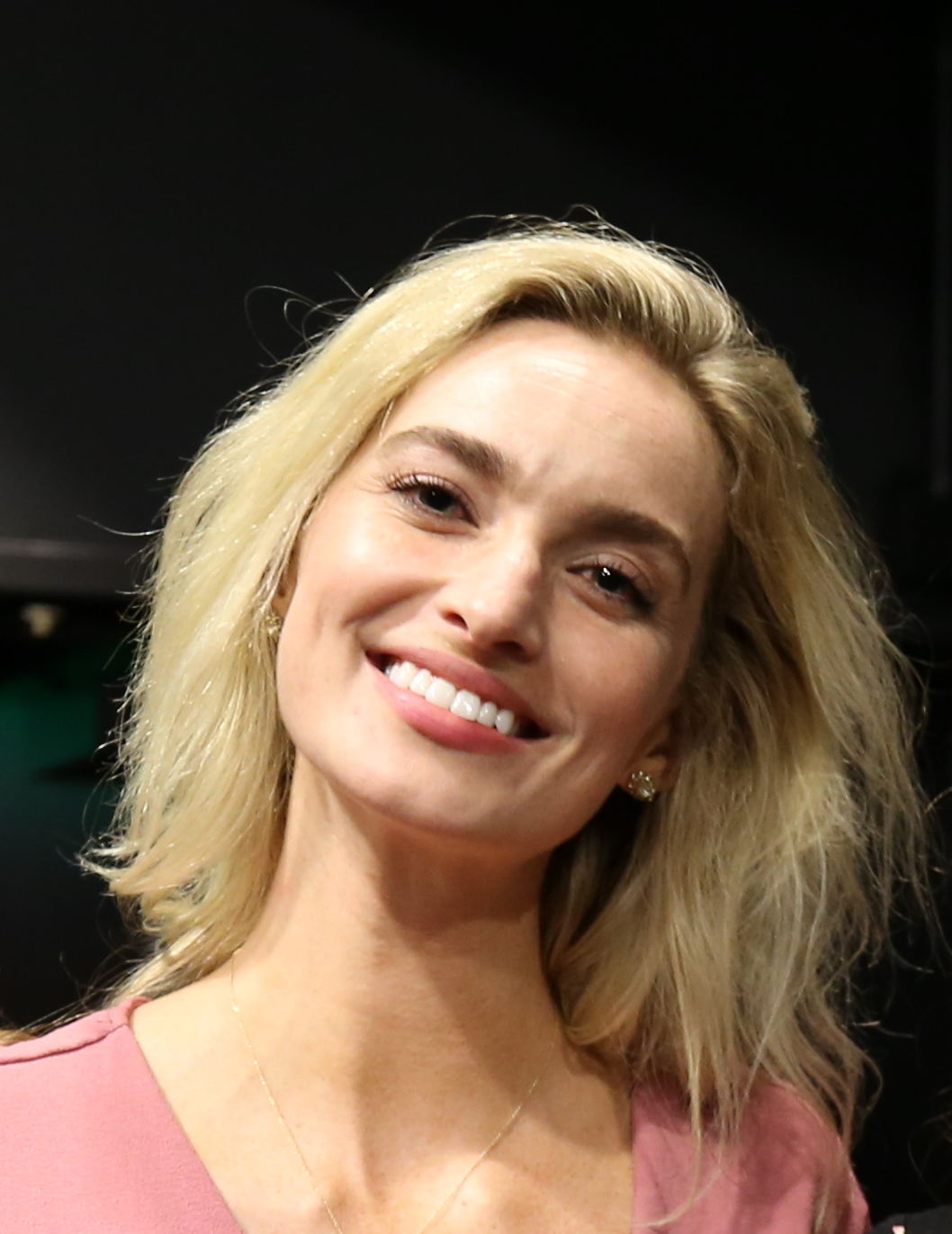
Allegra Edwards

- Allegra Caracciolo,  filantropa italiana
- Allegra Edwards, attrice statunitense
- Allegra Goodman, scrittrice statunitense
- Allegra Kent, ballerina statunitense
- Allegra Lapi, pallanuotista italiana
- Allegra Lusini, cantautrice, musicista e produttrice discografica italiana
- Allegra Poljak, calciatrice serba
- Allegra Versace, imprenditrice italiana

### Varianti maschili
- Allegretto Allegretti, storico e politico italiano
- Allegro Facchini, calciatore italiano
- Allegro Grandi, ciclista su strada italiano naturalizzato venezuelano
- Allegretto Nuzi, pittore italiano